# Redeçan
Redeçan (en francès Redessan) és un municipi francès del departament del Gard, a la regió d'Occitània.